# Tillmann J. A.
Tillmann J(ózsef). A(dalbert). (Bonyhád, 1957. március 24. –) magyarországi német, filozófus, esszéista, egyetemi tanár.

## Élete és munkássága
Tillmann József Adalbert 1957. március 24-én született a Tolna megyei Bonyhádon. A gimnáziumot szülővárosában, a Petőfi Sándor Gimnáziumban végezte el. Egyetemi tanulmányait 1976–1977 között a Kossuth Lajos Tudományegyetem Bölcsészettudományi Karán kezdte. 1977–1981 között az ELTE BTK történelem–esztétika szakon tanult. 1981-ben történelem-esztétika szakos előadó. 1981–1985 között fordító, szörftanár, garázsmester volt. 1985–1986 között a Panoráma Útikönyvek szerkesztőjeként dolgozott. 1986–1991 között a Vigilia folyóirat szerkesztője volt. 1991–2009 között a Janus Pannonius Tudományegyetem filozófiatörténeti tanszékén volt egyetemi docens. 1994-2020 között a Magyar Képzőművészeti Egyetem Intermédia tanszékén tanított. 2000 - 2023 között a Moholy-Nagy Művészeti Egyetem tanára, 2014-2020 között a MOME Doktori Iskolájának vezetője volt.
1992-1995 között a Magyar Narancs főmunkatársa. 1993-1996 között a BALKON művészeti folyóirat szerkesztőbizottságának tagja. 
2005-2024 között a Pannonhalmi Szemle szerkesztője. 
Hannes Böhringer német művészetfilozófus műveit fordította, szerkesztette, válogatta, közreadta.

## Művei

### Könyvek
- Szigetek és szemhatárok. Későújkori kilátások. Holnap Kiadó, 1992. Archiválva 2014. február 3-i dátummal a Wayback Machine-ben ISBN 963-345-064-0
- A növekvő napok népe. A ladomi lelet. Pesti Szalon Kiadó, 1996. ISBN 963-605-126-7
- Távkertek. A Nyugalom tengerén túl. TEVE könyvek, Kijárat Kiadó, Bp.1997. Archiválva 2013. június 15-i dátummal a Wayback Machine-ben ISBN 963-8569-62-X
- Levelek tengere Avagy a távlat távolra váltása, Koinonia Kiadó, Kolozsvár, 2004. Archiválva 2015. szeptember 23-i dátummal a Wayback Machine-ben ISBN 973 8022 84 3
- Merőleges elmozdulások Utak a modern művészetben. Palatinus Kiadó, 2004. Archiválva 2013. október 3-i dátummal a Wayback Machine-ben ISBN 9639487562.
- A ladomi lelet. Palatinus Kiadó, 2007. Archiválva 2015. szeptember 23-i dátummal a Wayback Machine-ben ISBN 9789639651654
- Más-világi megfigyelések. Utak és utazók. Typotex Kiadó, 2011. ISBN 9789632795676
- Az eseményhorizonton túl. Terek • kultúrák • távlatok. Typotex Kiadó, 2018. ISBN 9789632791678

- Tengerek, egek. Typotex Kiadó, 2023. ISBN 978-963-4932-45-1

- Más megvilágításban. A művészet fénye, Equibrilyum Könyvkiadó, 2023.  ISBN 978-615-82297-3-9

Hannes Böhringerrel:
- Tanzen wir Philosophie! Begegnungen mit Attila Kotányi. Salon Verlag, Düsseldorf, 2012. ISBN 9783897704176

Monory Mész Andrással:
- Ezredvégi beszélgetések. Palatinus Kiadó, 2000. ISBN 9639259381
- Ezred kezdet. Palatinus Kiadó, 2003. ISBN 9639487066

Egyéb:
- Merre megyünk? 130 éves a Moholy-Nagy Művészeti Egyetem / Where are we heading?; szerk. Szentpéteri Márton, Tillmann József; MOME, Bp., 2011
- Ploubuter Park. Koronczi Endre kiállítása a Kiscelli Múzeum Templomterében, 2013. január–március / Endre Koronczi's exhibition in the Templespace of the Museum of Kiscell, January–March 2013; kurátor Fitz Péter, szöveg Frazon Zsófia, Tillmann J. A., Koronczi Endre; Fővárosi Képtár–Kiscelli Múzeum, Bp., 2013 (Fővárosi Képtár katalógusai)

| - filozófia - Film/mozi - irodalom - médium - művészet - művészet/elmélet - vallás/filozófia - Filozófia | - a folyó, amelybe - a hely, ahol élünk - etc - EUrÁzsia - jövődesign - Kansasen keresztül - társak - tekintettel a tengerre - Vendégek - Nomád Nagyszótár |

### Beszélgetések
- Szókratész iróniája a mérvadó. – Láng Zsolt, LÁTÓ 2013 október
- “A Leletek egy lehetséges magyar nyelven kerültek kiábrázolásra.” Beszélgetés a Ladomi leletről Weiner Sennyey Tiborral  Irodalmi Jelen 2011. 10. 07.
- Távlattan és archeológia. Tillmann Józseffel Kurdy Fehér János beszélgetett Lettre Internationale 89 (2013/nyár)
- Az élet, egy kultúra valamelyes teljessége – A Ladomi leletről Tillmann J. A. –val Kurdy Fehér János, Ivacs Ágnes és Tölgyes László beszélget  Tilos Rádió; Új Forrás 2013 / 07
- Ki az Isten? Mi az Isten? Jámbor beszélgetések Tillmann J. A. és Zelki János 2000 2015/1-2
- Pál-Lukács Zsófia Mi a tiéd? Beszélgetés Tillmann J. A.-val  MŰÚT 2018 november 19.
- "Ami bennünket érdekel, arra nincs hatalmuk." – Sirbik Attila kérdéseire  Új Művészet, 2020.04.18.
- A FUGÁról, és kozmikus kilátásokról. FUGA Mikrokozmosz 155.

### Fordítások
- Hannes Böhringer: Kísérletek és tévelygések : a filozófiától a művészetig és vissza (vál. és ford. Tillmann J. A.) Budapest : Balassi-BAE, 1995. 82, [3] p.]
- Hannes Böhringer: Mi a filozófia? (ford. Tillmann J. A.) Budapest : Palatinus, 2004
- Hannes Böhringer: Szinte semmi : életművészet és más művészetek (vál. és ford. Tillmann J. A.) Budapest : Balassi Kiadó – BAE Tartóshullám, 1996
- Hannes Böhringer: Daidalosz vagy Diogenész : építészet- és művészetfilozófiai írások (vál. és ford. Tillmann J. A.) Budapest : Terc, 1999
- Vilém Flusser: Az írás. Van-e jövője az írásnak? (ford. Jósvai Lídia és Tillmann J. A.) Budapest :Balassi Kiadó – BAE Tartóshullám – Intermedia), 1997]
- Martin Heidegger: Útban a nyelvhez. (ford. Tillmann J. A.) Bp. Helikon 1991. ISBN 963207663X
- Detlef B. Linke: Az agy (ford. Kurucz Andrea és Tillmann J. A.)
- További fordítások

## Díjai
- Soros-ösztöndíj (1988)
- Móricz Zsigmond-ösztöndíj (1992)